# Józef Kaufman
Józef Kaufman (ur. nieznane, zm. nieznane) – polski księgarz i wydawca pochodzenia żydowskiego.

## Życiorys
Od lutego 1860 prowadził księgarnię i skład nut. W 1867 otworzył pierwszą w Warszawie wypożyczalnię nut. W latach 1856–1866 wydawał tygodnik dla kobiet Bazar. W latach 1871–1875 był redaktorem naczelnym satyrycznego tygodnika Mucha. Wydawał Kalendarz Ilustrowany Józefa Kaufmana (pierwszy rocznik na rok 1866), a następnie Kalendarz ilustrowany (pierwszy rocznik na rok 1870). Od 1872 roku był redaktorem naczelnym pisma Biblioteka Romansów i Powieści. Poza czasopismami i nutami wydał około 96 dzieł w 103 tomach, m.in. utwory beletrystyczne, historyczne i popularnonaukowe.

## Źródła
- Biogram w ipsb.gov.pl
- Józef Kaufman na stronie sztetl.org.pl